# Провулок Чайковського (Київ)
Прову́лок Чайко́вського — зниклий провулок, що існував у Московському, нині Голосіївському районі міста Києва, місцевість Деміївка. Пролягав від проспекту Науки до Шевської вулиці.

## Історія
Провулок виник наприкінці XIX століття, мав назву (8-й) Безіменний. Ім'я Чайковського, на честь російського композитора Петра Чайковського, провулок, як і паралельна вулиця набув 1955 року. Ліквідований разом із навколишньою малоповерховою забудовою 1981 року.